# Monetazione del Picenum
La monetazione del Picenum è costituita delle emissioni monetarie delle comunità della zona che, sotto l'imperatore Augusto fu inserita nella regio V della suddivisione dell'Italia.
Tradizionalmente i numismatici trattano le monete delle comunità del Picenum come parte della monetazione greca.

## Contesto storico
Le emissioni monetarie dell'area si concentrano nel III secolo a.C.. In questo periodo, i Piceni ed i Romani strinsero un'alleanza militare per contrastare l'avanzata dei Galli Senoni, giunti sino a nord del Tevere; nel 299 a.C. si verificò la prima azione militare romana in territorio piceno, ai danni degli insediamenti gallici a settentrione del fiume Esino.
Ulteriore conferma del patto militare fra Romani e Piceni venne data da questi ultimi qualche anno dopo, quando i Sanniti, cercando di coinvolgere i Piceni nell'imminente conflitto contro Roma, avvertirono gli alleati Romani della guerra che i Sanniti, coalizzati con i Galli, gli Etruschi e gli Umbri, avevano intenzione di intraprendere. Il conflitto sfociò in una serie di scontri fra i Romani e le popolazioni alleate dei Sanniti, dei quali quello decisivo fu la battaglia di Sentino (295 a.C.), a seguito della quale si accentuò l'espansione romana verso l'Adriatico; nel 290 a.C. circa, Roma espanse i propri domini fino ad assorbire il territorio dei Pretuzi, a sud del Picenum. Nello stesso periodo, si acuirono anche le tensioni fra i Romani e i Galli Senoni: questi ultimi furono sconfitti grazie anche all'appoggio dei Piceni, che si schierarono contro le popolazioni celtiche acconsentendo al passaggio dell'esercito romano nel Picenum. A seguito della sconfitta dei Senoni, Roma acquisì anche i territori gallici, che confinavano a nord con quelli piceni.
Le conquiste romane mutarono sensibilmente il contesto geopolitico nell'Italia centrale: i domini di Roma si estendevano a nord, ovest e sud del Picenum, circondato dallo Stato romano. La mancanza di autonomia scaturita da ciò indusse i Piceni a rompere l'alleanza con Roma e a rivoltarsi contro l'indiretta dominazione romana. La rivolta, guidata dalla città di Asculum, non ebbe successo e venne sedata dai Romani in due campagne distinte, nel 269 e nel 268 a.C.. Conseguentemente, una parte della popolazione picena fu deportata in Campania, nei pressi di Salerno; il resto dei Piceni fu parzialmente romanizzato, mentre Asculum fu considerata civitas foederata, ovvero alleata di Roma; onde tenere sotto controllo Asculum, nel 264 a.C. fu dedotta a Firmum una colonia di diritto latino.

### Contesto storico di Ankón (Ancona)
La città di Ancona (Ankón in greco, Ancon o Ancona in Latino) fu fondata, secondo Strabone intorno al 387 a.C. da greci di stirpe dorica, esuli siracusani; la colonia, con il nome di Ankón, fu fondata, come spesso avveniva, in un luogo in cui era già presente un emporio greco.

Il nome deriva dalla parola greca ἀγκῶν (gomito); riferimenti storici alla collocazione di Ancona e alla conformazione geografica "a gomito", da cui la città prende il nome, sono presenti negli scritti di Strabone, Pomponio Mela, Plinio il Vecchio e Procopio. Questa etimologia si rispecchia nel tipo presente sulla moneta, un gomito.

Ad Ancona si trovavano due famosi tempi: un dedicato a Diomede ed un altro ad Afrodite:
(Giovenale, Satire, IV)
Nel III secolo a.C., la progressiva espansione di Roma nel territorio del Picenum indusse la città di Ancona ad accettare l'alleanza con i Romani; nel 178 a.C. la città acconsentì all'uso del proprio porto da parte dei duumviri navali C. Furio e L. Cornelio Dolabella, che con una flotta di venti imbarcazioni avevano il compito di contrastare le incursioni piratesche degli Illiri.
I commerci anconetani, già fiorenti nel periodo greco, assunsero ancor più grande rilevanza fra II e I secolo a.C., a seguito delle conquiste romane in Oriente che consentirono l'apertura di canali commerciali con Alessandria d'Egitto, Taranto, Delo e Rodi. 
Pur mantenendo l'aspetto culturale greco, la polis di Ancona assunse caratteri via via sempre più romani, divenendo, nel 90 a.C. municipio romano; successivamente, fu inizialmente colonia triumvirale e poi, in occasione delle assegnazioni viritane augustee, colonia augustea.

### Contesto storico di Asculum (Ascoli)
Asculum corrisponde all'odierna Ascoli Piceno. L'etnogenesi principale del popolo italico osco-umbro dei Piceni riferisce di una civiltà preromana, allogena del medio Adriatico ma originaria dell'alta Sabina, che in età antica aveva come capitale Asculum. Questa etnogenesi trae forza dalla tradizione letteraria romana che pone all'origine della civiltà picena un ver sacrum compiuto da popolazioni sabine.
(Plinio il Vecchio, Naturalis Historia, III, 110)
Nel 299 a.C. i Piceni strinsero alleanza con i Romani  per contrastare le incursioni dei Galli Senoni, ed in seguito furono al fianco di Roma nel conflitto contro i Sanniti, gli Etruschi, gli Umbri ed i Galli. Attorno al 269 a.C., i Piceni spezzarono l'alleanza con i Romani, a seguito del sensibile mutamento geopolitico intervenuto nel contesto del Picenum, sostanzialmente egemonizzato da Roma. La rivolta, condotta da Asculum, fu soppressa in due campagne militari successive, compiute da Roma nel 269 e nel 268 a.C.. Per Asculum il conflitto si risolse in modo meno radicale, rispetto al resto delle città picene; infatti, a differenza di queste, venne considerata civitas foederata, alleata i Roma.

### Contesto storico di Firmum (Fermo)
A Firmum, che si trovava nel sito della moderna Fermo, nel 266 a.C. fu dedotta una colonia romana. Lo scopo di questa deduzione, oltre al mantenimento di un forte controllo politico sulla regione, fu anche quello di stabilire degli avamposti fedeli sul versante adriatico dell'Italia centrale, nel caso di invasioni dal mare. I coloni romani che giunsero nel fermano furono numerosi, in considerazione del fatto che i Piceni da lì deportati furono inviati a fondare e rimpinguare numerose città italiche; inoltre, il processo di romanizzazione fu piuttosto veloce.
I Romani realizzarono diverse opere urbanistiche per rafforzare la posizione strategica di Firmum; situata sul colle Sabulo, la città venne via via ad allargarsi sul versante orientale, dove sorsero le abitazioni dei coloni. Vennero costruiti un foro, delle terme ed un teatro. La riuscita romanizzazione del territorio è confermata dalla fedeltà che, nel corso del tempo, fu dimostrata in battaglia dagli abitanti di Firmum.
(Tito Livio, Ab Urbe condita libri, XXVII, 12)
Nel 220 a.C., molti dei cittadini fermani presero parte alla battaglia di Talamone, in cui Roma sconfisse i Galli e ampliò i suoi possedimenti nel nord Italia. Durante la Guerra Sociale, gli eserciti dei popoli italici insorti che avevano conquistato le numerose colonie romane adriatiche, non riuscirono ad occupare Firmum per la strenua resistenza opposta.

### Contesto storico di Hatria (Atri)
Hatria ricopre il sito della moderna Atri; vi fu dedotta una colonia latina poco dopo il 290 a.C. Le monete, fuse, furono emesse dopo questa data, nella prima metà del III secolo.
Le monete di Hatria furono da prima ritenute le più pesanti e le più antiche d’Italia; poi furono riabbassate di data. Jacopo Mazzocchi, un tipografo e collezionista di monete, si congratulava con gli abitanti di Atri perché le loro monete sorpassavano i tempi italici; la datazione scende con il Mommsen che le vuole del V secolo di Roma, dopo la deduzione della colonia.

## Contesto monetario
I contesti monetari più rilevanti del Picenum sono due. Da una parte c'è quello della polis di origine greca Ankón (attuale Ancona), con monete coniate; d'altra parte c'è il contesto delle comunità italiche, caratterizzato da monete fuse (aes grave), e solo in un secondo tempo da monetazione al martello.
In particolare le monete fuse presentano una libbra suddivisa in base 10 anziché in base 12. Questa suddivisione è caratteristica di una serie di comunità tutte collocate nella costa adriatica. Oltre a quelle del Picenum hanno questa suddivisione alcune comunità dell'Umbria (Ariminum), dei Vestini e della Apulia (Luceria, Venosa) La suddivisione decimale fu usata anche da Capua.
In questo caso le frazioni prendono nomi differenti rispetto a quelli utilizzati nella costa tirrenica. Si parla quindi di biuncia, teruncia, quadruncia, e quincuncia, cioè dal valore di 2, 3, 4 o 5 once. La libbra di riferimento è comunque diversa tra le comunità: circa 379 g ad Ariminum, Hatria, o di circa 341 g in Apulia.

### Monetazione di Ankón (Ancona)
Della monetazione di Ankón, l'attuale Ancona, ci è pervenuto un unico tipo. La datazione non è ancora stata definita con precisione, ma esemplari sono stati ritrovati nelle tombe del III e II secolo a.C. La moneta è battuta al martello e riporta la scritta in greco ΑΓΚΟΝ, ossia "Ankón", il nome della città in greco antico.
La moneta greca di Ancona è la prima mai emessa nella città dorica e reca le immagini descritte di seguito.
- Sul dritto è raffigurato il profilo di Afrodite, rivolto verso destra; è coronata di mirto, pianta sacra alla dea, ha i capelli raccolti in un nodo e porta gli orecchini; è presente la sigla "Σ" (sigma o mi, a seconda del verso di lettura). Il bordo è perlato. L'identificazione con Afrodite è fornita dai passi sotto riportati di Catullo e di Giovenale, che testimoniano la presenza in città di un tempio dedicato alla dea. L'identificazione della figura femminile al dritto con Afrodite è già presente in Eckhel, considerato il fondatore della numismatica come scienza; al proposito cita anch'egli il brano di Catullo[29].

(Giovenale, satira 4, 40)
(Catullo, carme 36, 11-14)
- Sul rovescio è presente un braccio destro nudo piegato a gomito, con la mano che stringe un ramoscello, forse di mirto, o di palma; sotto il braccio si legge la scritta ΑΓΚΩΝ (Ankōn) e sopra ad esso ci sono due stelle a otto raggi[30], interpretate come la costellazione dei Gemelli, ossia i Dioscuri, protettori dei naviganti. Nel complesso, il rovescio della moneta è analogo ad uno stemma parlante, dato che l'immagine del braccio richiama il nome della città e le due stelle dei Dioscuri ricordano la funzione protettiva del promontorio a forma di gomito nei confronti dei flutti marini. Anche il bordo del rovescio è perlato.

Quella di Ancona era la zecca greca più settentrionale dell'Adriatico. La datazione della prima emissione e il periodo di circolazione proposte dagli autori variano all'interno del III secolo a.C. (dal 290 a.C. al 215 a.C.); tutti concordano nel pensare che l'emissione della moneta greca di Ancona cessò con la romanizzazione della città e l'introduzione massiccia delle monete romane. Le monete di Ankón sono caratterizzate da una notevole variazione di peso, che è stata interpretata come prova di un lungo periodo di emissione.
Acceso è tuttora il dibattito sull'appartenenza della moneta greca di Ancona al sistema monetario romano o a quello greco. Esiste anche una ipotesi di sintesi: quando la città iniziò a coniare moneta, avrebbe scelto le caratteristiche ponderali che potessero adattarsi sia al sistema siracusano, sia al sistema romano e centro-italico, il che spiegherebbe le incertezze moderne sull'attribuzione all'uno o all'altro sistema. La moneta anconitana sarebbe stata così una semiuncia rispettante il peso della vecchia litra di Siracusa.
Altrettanto vivo è il dibattito sull'interpretazione della sigla "Σ"; coloro che propendono per la datazione più antica interpretano la sigla presente nel dritto come iniziale di "semi-obolo" o di "emilitron"; secondo questi studiosi la moneta farebbe parte del sistema monetario greco. Gli studiosi che propendono per la datazione più recente interpretano invece il sigma come iniziale di "semiuncia", come è normale nelle monete che seguono il sistema monetario romano, come sarebbe in questo caso. Ci sono altri studiosi che leggono mi e non sigma e ritengono che tale iniziale, comune anche in monete della madrepatria Siracusa, non sia relativa al valore della moneta. Infine, altri studiosi ipotizzano che il sigma sia l'iniziale della città di Siracusa. 

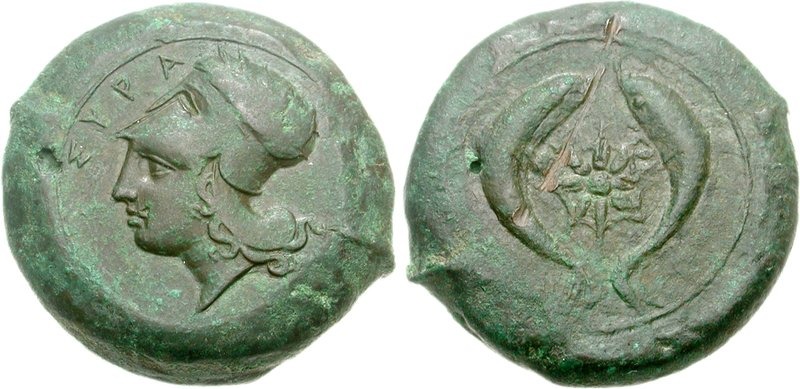
Dritto e rovescio della moneta siracusana emessa all'epoca di Dionisio I, ritrovata ad Ancona (Museo archeologico nazionale delle Marche).

La moneta di Ankón ha caratteristiche prettamente greche, non solo, ovviamente, per la legenda, ma anche per lo stile, la profondità e il rilievo del conio, nonché per la simbologia. Le somiglianze con le coeve monete siracusane sono notevolissime. Inoltre è significativo il fatto che tale moneta è coniata, e la tecnica del conio rappresenta un'eccezione nella monetazione del Picenum e delle zone limitrofe, in cui domina la moneta fusa (aes grave).
A partire dal III e sino al I secolo a.C., la moneta greca di Ancona convive con quella romana, come provano i ritrovamenti anconitani del 2008, in via Barilari e via Podesti. Tra le monete ritrovate in questi siti, comunque, compaiono anche esemplari da Neapolis, Taras (Taranto), Sikyōn (Sicione), Thespiaí (Tespie), Korkyra (Corfù), Kórinthos (Corinto), Epidamnos (Durazzo), che testimoniano i contatti con i più importanti centri della grecità. 
La moneta greca di Ankón è servita di modello per lo stemma della provincia di Ancona, nel quale il mirto e le due stelle sono sostituiti da un ramo di corbezzolo con due frutti, rappresentante il monte Conero.

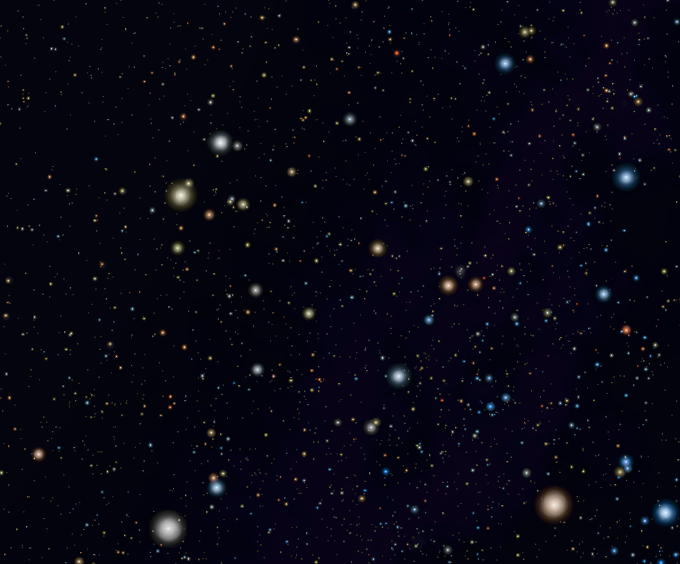
La costellazione dei Gemelli

Interessante come testimonianza dei rapporti tra la metropoli Syrakousai e la sua colonia Ankón è la dracma siracusana presente nella collezione numismatica del Museo archeologico nazionale delle Marche, di provenienza anconitana. Fu emessa circa nel 380 a.C., epoca della fondazione di Ancona; essa nel dritto reca la scritta ΣΥΡΑ e la testa di Atena con elmo corinzio decorato da corona; nel rovescio una stella marina (o Sole a otto raggi) tra due delfini. Oltre alla moneta appena descritta, emessa nel periodo di Dionisio I, altra interessante moneta siracusana ritrovata ad Ancona è l'emilitra con testa di Artemide sul dritto e sul rovescio un fulmine e la scritta Ἀγαθοκλῆς (Agathoklēs), emessa nel periodo del tiranno di Siracusa Agatocle, che rivitalizzò la politica adriatica siracusana di Dionisio I. Anche questa moneta si trova al Museo archeologico nazionale delle Marche.
La moneta è catalogata come Historia Numorum Italy 1.

### Monetazione di Ausculum
A questo centro veniva attribuita dubitativamente una serie di monete fuse caratterizzate dalla lettera A.
Autori più recenti attribuiscono questa serie a un altro centro con questo nome, Ascoli Satriano, in base alla provenienza degli esemplari ritrovati; questa monetazione è collocata temporalmente alla fine del III secolo. Allo stesso centro appartengono anche altre monete enee coniate nel III secolo.
La serie è costituita da cinque pezzi: quadruncia, teruncia, biuncia, oncia e semioncia. Queste monete sono normalmente catalogate come Thurow 174-178. L'asse ha un peso teorico di circa 98g. La suddivisione dell'asse in 10 once è presente anche in altri centri dell'Apulia, come ad esempio Lucera.
Recano al dritto una grande A che occupa tutto il campo e un numero di tortelli pari al valore in once.
Al rovescio è raffigurato un fulmine.

### Monetazione di Firmum
Le monete attribuite a Firmum sono due monete di bronzo fuso (aes grave): una teruncia che reca la legenda FIR e una biuncia con la stessa legenda ma sinistrorsa, cioè scritta da destra a sinistra: 
Gli esemplari noti sono pochi e quindi la determinazione del valore ponderale della libra presenta incertezze. La stessa determinazione se il sistema monetario si articoli in forma decimale (asse suddivisa in dieci once) o duodecimale (suddiviso in dodici once) è dubbio, come anche la stessa datazione.
Vecchi propende per la prima ipotesi e riporta per la teruncia (quadrante) pesi tra 97 e 58 grammi mentre per la bioncia i pesi (sextans) vanno da 49 a 38 grammi.
Rutter et al. propendono invece per l'articolazione duodecimale e indicano un asse di circa 289 grammi. Di conseguenza le monete sono indicate come quadrante e sestante.
Il quadrante o teruncia ha al dritto una testa giovanile ed il segno di valore costituito da tre punti. Al rovescio è rappresentata una testa di bue di fronte e la legenda FIR.
Il sestante o biuncia presenta al dritto un'ascia bipenne con il segno di valore, costituito da due punti. Al rovescio è raffigurata una punta di lancia e la legenda 
La monete sono catalogate come Vecchi 245 e 247 o come Historia Numorum Italy 9 e 10.

### Monetazione di Hatria
Ad Hatria è attribuita una serie di aes grave costituita da un asse e da sei frazioni.
L'asse è suddiviso in dieci once e non in dodici come in uso a Roma e in altre popolazioni italiche.
Questo tipo di suddivisione è presente anche, come già visto, ad Ausculum Picenum, e nella monetazione di Capua, Ariminum, Luceria, Venusia ecc.
Le monete sono: quincuncia, quadruncia, teruncia, biuncia, oncia e semioncia. La serie si basa su un asse dal peso di circa 372 grammi.
Queste monete sono catalogate come Vecchi, da 236 a 244, o come Historia Numorum Italy da 11 a 17.
Le monete recano l'indicazione del valore, come peraltro la monetazione delle altre comunità italiche ed etrusche. Il valore è espresso tramite un numero di punti pari al numero di once che valeva la moneta. Per l'asse si trova può trovare la lettera Ι oppure una L arcaica (). La semioncia è indicata da un sigma arcaico ().
| Monete     |                                         |                                                |                                 |
| Asse       | Testa di Sileno, di faccia              | HAT Cane che dorme                             | Thurlow-Vecchi 181, HN Italy 11 |
| Quincuncia | Pegaso a destra, cinque punti           | HAT Testa femminile in una conchiglia di murex | Thurlow-Vecchi 182, HN Italy 12 |
| Quadruncia | Testa maschile (Apollo?). Quattro punti | HAT Cantaro (o cratere)                        | Thurlow-Vecchi 183, HN Italy 13 |
| Teruncia   | Razza. Tre punti                        | HAT Delfino                                    | Thurlow-Vecchi 184, HN Italy 14 |
| Biuncia    | Gallo. Due punti                        | HAT Scarpa                                     | Thurlow-Vecchi 185, HN Italy 15 |
| Oncia      | Ancora. Un punto                        | HAT intorno a un punto                         | Thurlow-Vecchi 186, HN Italy 16 |
| Oncia      | Ancora. H                               | HAT intorno a un punto                         | Thurlow-Vecchi 186a, HN Italy – |
| Semioncia  | A                                       | H                                              | Thurlow-Vecchi 187, HN Italy 17 |

#### Ritrovamenti
Le monete presenti in IGCH sono
- 4 aes grave di Hatria, rinvenute nel tesoro venuto alla luce nel 1925 a Città Sant'Angelo, assieme a 2 denari, 144 quinari e 3156 monete romane di bronzo. Oltre alle monete romane ci sono altre cinque monete di bronzo dei seguenti centri: Vetulonia, Capua, Brundisium e Paestum.